# Monster Truck Madness
Monster Truck Madness – gra komputerowa firmy Microsoft należąca do typu wyścigów samochodowych. Akcja gry toczy się na torze wyścigowym dla zawodów Monster truck. Gra doczekała się kontynuacji (Monster Truck Madness 2).
Na początku gry zadaniem gracza jest wybranie i dostrojenie samochodu. W trakcie gry może on wybrać samotny wyścig na torze z przeszkodami, wziąć udział w wyścigach lub odbyć jedną rundę na czas. Maksymalnie może poruszać się 8 samochodów, które sterowane są albo przez komputer albo innych graczy (poprzez Internet).
Monster Truck Madness dodatkowo posiada opcję Monster Manual, co pozwala na obejrzenie sekwencji wideo i fotografie na temat prawdziwych wyścigów Monster Truck.